# Calimax
Central Detallista, S.A de C.V., también conocida como Calimax, es una empresa mexicana dedicada a la industria del comercio minorista y cuenta con una cadena de supermercados. Fue fundada en la ciudad de Tijuana, Baja California, México, en 1939. La empresa mantiene su sede en Tijuana, y cuenta con 97 tiendas, en sus diferentes formatos, en varias ciudades de los estados de Baja California y Sonora.
Calimax mantiene una empresa conjunto con la cadena nacional de supermercados Chedraui, con la marca Smart & Final. Como empresa independiente, Calimax cuenta con transporte propio de norte a sur y el centro de distribución más grande del norte de México con miles de proveedores en México y los Estados Unidos.
El centro de distribución Calimax está localizado en La Presa, Tijuana y cuenta con una flota de más de 200 camiones que abastecen diariamente las necesidades de cada tienda.

## Historia
La primera tienda fue inaugurada en la calle 5.ª de la Zona Centro en Tijuana por el empresario Gilberto Fimbres Moreno. Dicha tienda llevaba por nombre La Zona Libre. Posteriormente, en 1948, se formó la empresa Compañía Fimbres e Hijos, dando lugar a Central Detallista, S.A.En 1962, nació el concepto Calimax, con un supermercado localizado en el Bulevar Díaz Ordaz y Abelardo L. Rodríguez. Posteriormente fueron inauguradas sucursales en la Zona Centro, y Zona Río. A partir de ahí comenzó su expansión en la ciudad y en otras ciudades de Baja California y Sonora. 
Entre las sucursales más populares fueron Río, Cetys, Fiesta, Matamoros, Otay, La Mesa; de hecho, hubo un tiempo en el que cada una de ellas mantenía su nombre dependiendo la ubicación de la misma. Años más tarde, todas se homologaron bajo el nombre simplemente de Calimax.  La marca Calimax, en el paisaje urbano de Tijuana, significaba expansión y crecimiento urbano. Con cada fraccionamiento que la desarrolladora Urbi construía, la tienda Calimax se hacía presente; ejemplo de ello son las sucursales: Santa Fe, Villa Fontana, Villa del Real, Villa del Campo, Villa del Prado, Villa Residencial Vista del Valle, Residencial del Bosque, entre otros.
En 2010 y 2011, apostaron por un cambio de imagen y además, cambiaron el formato de sus tiendas, pasando de ser supermercados grandes a un formato más pequeño.
Durante un tiempo tuvieron presencia en Ciudad Obregón, Navojoa y Hermosillo, Sonora; sin embargo, en 2018 cerraron. Para 2023, la cadena de supermercados cuenta con 105 sucursales en Baja California.

## Formatos
- Tiendas Calimax: El formato tradicional de supermercado, con tamaños de tiendas variables y localizadas en las zonas más concurridas. 
  - Calimax Plus: Un formato premium dirigido al nivel socioeconómico medio-alto de reciente creación, con tiendas que cuentan con la opción de autopago. Actualmente está en proceso de expansión.
- Aprecio Mercado: Formato de precios bajos enfocados a áreas populares y colonias. Comercializan mercancía de la canasta básica, abarrotes y artículos perecedero. Son tiendas de 2,000 metros cuadrados o menos. Cuentan con 18 sucursales bajo este formato.[8]
- Bodegón: Dedicada a la venta por mayoreo; cuentan con 1 sucursal.[8]
- Cali Súper Xpress: Es el formato más pequeño, más similar a una tienda de conveniencia.

## Eslogan
- "Haz la cuenta y date cuenta"
- "Mandado se dice Calimax"
- "Ahorro se dice Club Calimax"
- "Martes de frescura una locura"